# Косичиха
Косичиха, Ключища — річка в Україні, в межах Шосткинського району Сумської області. Права притока Деражни (басейн Дніпра).

## Опис
Довжина річки приблизно 4,5 км. Бере початок на північній околиці Шатрища. Тече через село переважно на південний схід і впадає у річку Деражну, праву притоку Івотки.